# Rob White
Robert White (Camblesforth, Yorkshire del Oeste; 15 de julio de 1965), más conocido como Rob White, es un ingeniero británico de Fórmula 1. Desde 2021 es el director de operaciones de Alpine F1 Team.

## Carrera
White nació en Camblesforth, Yorkshire del Oeste. Después de dejar la escuela trabajó para Jaguar Cars, quien aceptó patrocinarlo para que tomara un curso de ingeniería mecánica en la Universidad de Southampton. White se graduó con una licenciatura en 1987. Al graduarse, White respondió a un anuncio de Cosworth Racing Limited y fue contratado como ingeniero de desarrollo para su proyecto IndyCar, trabajando bajo la dirección del ingeniero jefe Steve Miller.
En 1990, White fue ascendido al puesto de ingeniero de desarrollo senior. En 1993 se mudó a California como gerente de soporte de pista para Cosworth USA.
En 1997, regresó a Inglaterra y trabajó como ingeniero jefe de las operaciones de Fórmula 1 de Cosworth. En 2003, tres años antes de que Ford abandonara la F1 y un año antes de que Cosworth fuera vendido a Kevin Kalkhoven, White dejó Cosworth. Al año siguiente se trasladó al equipo Renault F1 para actuar como director técnico de motores, junto a Bob Bell (director técnico de chasis).
En abril de 2005, White fue ascendido a director general adjunto de operaciones de motores de Renault, tras la marcha de Bernard Dudot. Esto significó trasladarse al departamento de motores de Renault ubicado en Viry-Châtillon, Francia. En el momento de su nombramiento, White no hablaba francés a pesar de que se le exigía que dirigiera una fuerza laboral predominantemente francesa. También mantuvo su cargo de director técnico.
En 2016 se trasladó a Enstone para convertirse en director de operaciones del equipo ahora conocido como Alpine.